# Desmond Williams (muzyk)
Desmond Williams (ur. na Jamajce) – amerykański muzyk elektroniczny, kompozytor, producent muzyczny i inżynier dźwięku. Znany ze współpracy z wytwórniami muzycznymi RAS i ESL Music, założyciel wytwórni Rhythm & Culture Recordings.

## Życiorys i twórczość
Desmond Williams urodził się na Jamajce, a wychował w Montclair (stan New Jersey). W 1993 roku rozpoczął współpracę ze Scientistem, razem z którym eksperymentował z nowymi cyfrowymi technikami audio oraz miksował nagrania takich artystów jak: Third World, Supercat i Freddie McGregor. W 1995 roku wspólnie z nim wprodukował album Sugar Minotta, International, wydany przez RAS Records.
W latach 1996–1999 Williams pracował jako twórca stron internetowych dla Federal Reserve Board.
W 2000 roku został zatrudniony przez zespół Thievery Corporation do pracy w studiu jego wytwórni ESL Music. Pracował tam jako główny inżynier dźwięku, był współproducentem szeregu utworów i remiksów Thievery Corporation, grał na basie, gitarze i klawiszach w większości utworów na albumie The Mirror Conspiracy.
W 2000 roku nagrał swoją pierwszą EP-kę, Theme from a Dream, a w 2002 roku – swój debiutancki album, Delights of the Garden (oba wydane przez ESL Music). Album zyskał uznanie krytyków i był jednym z najlepiej sprzedających się wydawnictw ESL Music. Po odejściu z ESL Music w 2003 roku założył wspólnie z Faridem Alim wytwórnię Rhythm & Culture Recordings z siedzibą w Waszyngtonie. Wspólnie z Philipem Brooksem założył zespół Browntempo, który wydał jeden album pod szyldem Rhythm & Culture Recordings. W 2008 roku współpracował z zespołem Midnite wydając jego album Kayamagan. Napisał do niego muzykę, natomiast za stronę wokalną odpowiadał Vaughn Benjamin. Album wydała wytwórnia Rastafaria.

## Dyskografia producencka
Lista na podstawie AllMusic:
- International (1996)
- Ragga Mania, Vol. 3 (1996)
- RAS Portraits (1997)
- Stoned Asia (2001)
- Delights of the Garden (2002)
- Café des Artistes (2002)
- Elemental Chill, Vol. 2: Earth (2002)
- Room Service, Vol. 2 (2002)
- Den of Thieves (2003)
- RAS Portraits (2003)
- Vintage Chill, Vol. 2: Summer (2003)
- Cannabissimo: Electro (2006)
- Frequent Flyer: First Class (2006)
- Kayamagan (2008)